# Luis Brethauer
Luis Brethauer (Aschaffenburg, 14 de septiembre de 1992) es un deportista alemán que compite en ciclismo en la modalidad de BMX. Ganó una medalla de bronce en el Campeonato Mundial de Ciclismo BMX de 2013, en la carrera masculina.

## Palmarés internacional
| Campeonato Mundial | Campeonato Mundial       | Campeonato Mundial | Campeonato Mundial |
| Año                | Lugar                    | Medalla            | Competición        |
| ------------------ | ------------------------ | ------------------ | ------------------ |
| 2013               | Auckland (Nueva Zelanda) | Medalla de bronce  | Carrera            |